# Gérard Brach
Cet article possède des paronymes, voir Gérard Blain et Michel Drach.
Pour les articles homonymes, voir Brach.
Gérard Brach est un scénariste et réalisateur français, né le 23 juillet 1927 à Montrouge et mort le 9 septembre 2006 dans le 19e arrondissement de Paris.
Scénariste majeur du cinéma français par sa faculté à s'adapter à tout type d'univers tout en y apportant une touche de noirceur teintée de cynisme, Brach fut le collaborateur récurrent de Roman Polanski et de Jean-Jacques Annaud. Il a aussi réalisé deux films.

## Biographie
En 1943, alors qu’il n’a que 16 ans, sa famille le pousse à s’engager dans la SS au sein de la division Charlemagne, dont il est le plus jeune combattant. Après la bataille de Stalingrad, il se bat à Königsberg.
À dix-huit ans, atteint de tuberculose, il est hospitalisé en sanatorium. Il y reste cinq ans et découvre la littérature. Il y rencontre le poète surréaliste Benjamin Péret, qui lui fait connaître André Breton.
Dans les années 1950, il est assistant de production, puis attaché de presse à la Twentieth Century Fox. En 1960, il fait une apparition dans À bout de souffle. Deux ans plus tard il est le réalisateur deuxième équipe du sketch Varsovie que réalise Andrzej Wajda pour le film collectif L'Amour à vingt ans. Il rencontre Roman Polanski et travaille avec lui sur le scénario et les dialogues du film de Jean Léon Aimez-vous les femmes ? Les deux hommes commencent une collaboration qui s'étendra sur trois décennies et dix films.

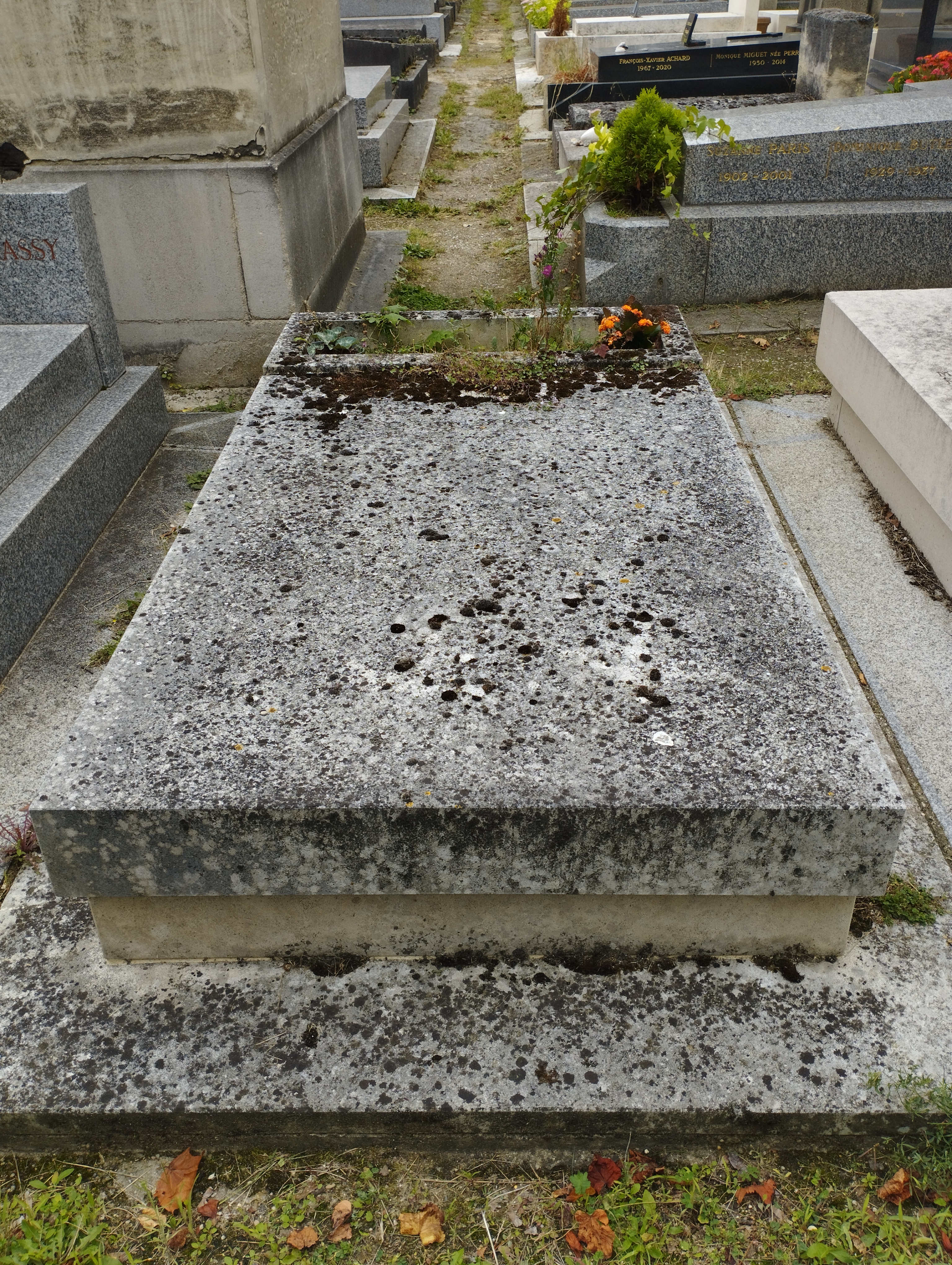
Tombe de Gérard Brach au cimetière du Montparnasse (division 10).

Au début des années 1970, Gérard Brach réalise lui-même deux films : La Maison avec Michel Simon et Le Bateau sur l'herbe avec Claude Jade et Jean-Pierre Cassel.
En 1978, Claude Berri le présente à Jean-Jacques Annaud dont il sera le scénariste pour cinq films, dont des adaptations difficiles telles que Le Nom de la rose (1986) (d'après Umberto Eco) et L'Amant (1992) (d'après Marguerite Duras). Le dernier scénario qu'il a écrit a été également adapté par Annaud, Sa Majesté Minor (2007).

### Mort et hommages
Gérard Brach meurt le 9 septembre 2006 dans le 19e arrondissement de Paris, des suites d'un cancer du poumon. Il est inhumé au cimetière du Montparnasse (division 10).
Jan Kounen lui dédie, (ainsi qu'à Tjade Coenen et Claude Petit), son long métrage 99 francs.

## Filmographie

### Scénariste
- 1962 : La Rivière de diamants
- 1964 : Aimez-vous les femmes ? de Jean Léon
- 1964 : Les Plus Belles Escroqueries du monde
- 1965 : Répulsion de Roman Polanski
- 1966 : G.G. Passion
- 1966 : Cul-de-sac de Roman Polanski
- 1967 : Le Vieil Homme et l'Enfant de Claude Berri
- 1967 : Le Bal des vampires de Roman Polanski
- 1968 : La Fille d'en face de Jean-Daniel Simon
- 1968 : Wonderwall de Joe Massot
- 1969 : L'Échelle blanche
- 1970 : La Maison
- 1971 : Le Bateau sur l'herbe
- 1972 : Quoi ? de Roman Polanski
- 1975 : La Table
- 1976 : Le Locataire de Roman Polanski
- 1977 : Le Point de mire de Jean-Claude Tramont
- 1978 : Rêve de singe de Marco Ferreri
- 1979 : Pipicacadodo de Marco Ferreri
- 1979 : Tess de Roman Polanski
- 1980 : Chère inconnue de Moshé Mizrahi
- 1980 : Le Cœur à l'envers de Franck Appréderis
- 1981 : La Guerre du feu de Jean-Jacques Annaud
- 1982 : Identification d'une femme de Michelangelo Antonioni
- 1983 : Une pierre dans la bouche de Jean-Louis Leconte
- 1983 : L'Africain de Philippe de Broca
- 1983 : La Femme de mon pote de Bertrand Blier
- 1983 : L'Étrange Château du docteur Lerne (téléfilm)
- 1984 : Les Favoris de la lune de Otar Iosseliani
- 1984 : Le Bon Roi Dagobert de Dino Risi
- 1984 : Maria's Lovers d'Andreï Kontchalovski
- 1985 : Les Enragés de Pierre-William Glenn
- 1985 : Une vie suspendue de Jocelyn Saab
- 1985 : Le Meilleur de la vie de Renaud Victor
- 1986 : Pirates de Roman Polanski
- 1986 : Jean de Florette de Claude Berri
- 1986 : Manon des sources de Claude Berri
- 1986 : Le Nom de la rose de Jean-Jacques Annaud
- 1987 : Le Bayou (Shy People) d'Andreï Kontchalovski
- 1987 : Les Idiots (téléfilm)
- 1987 : Où que tu sois d'Alain Bergala
- 1988 : Civilisations (téléfilm)
- 1988 : Frantic de Roman Polanski
- 1988 : L'Ours de Jean-Jacques Annaud
- 1988 : Domino d'Ivana Massetti
- 1990 : Chillers: Pour le restant de leurs jours
- 1990 : La Nuit des fantômes
- 1992 : L'Amant de Jean-Jacques Annaud
- 1992 : La Cité de la joie de Roland Joffé
- 1992 : I divertimenti della vita privata
- 1992 : Lunes de fiel de Roman Polanski
- 1993 : Un Jour comme un autre
- 1996 : Anna Oz de Éric Rochant
- 1998 : Le Fantôme de l'Opéra (Il fantasma dell'opera) de Dario Argento
- 2001 : La Nuit de noces
- 2002 : La Guerre à Paris de Yolande Zauberman
- 2002 : L'Idole
- 2003 : Pornografia (en)
- 2004 : Blueberry, l'expérience secrète de Jan Kounen
- 2007 : Sa Majesté Minor de Jean-Jacques Annaud

### Réalisateur
- 1970 : La Maison
- 1971 : Le Bateau sur l'herbe

### Assistant réalisateur
- 1961 : L'Amour à 20 ans, segment réalisé par Marcel Ophüls